# Campo (Viseu)
Campo is een plaats (freguesia) in de Portugese gemeente Viseu en telt 4358 inwoners (2001).